# Paul Knötel
Paul Knötel (ur. 2 grudnia 1858 w Głogowie, zm. 14 marca 1934 we Wrocławiu) – niemiecki historyk sztuki, nauczyciel i publicysta, autor książek poświęconych historii i kulturze Śląska.

## Życiorys
Urodził się 2 grudnia 1858 roku w Głogowie. W latach 1870–1880 uczęszczał do miejscowego gimnazjum katolickiego. W latach 1880–1884 studiował historię i geografię na Uniwersytecie Wrocławskim. Po złożeniu egzaminów w 1885 roku odbył roczną praktykę w głogowskim gimnazjum, a następnie uczył w Dzierżoniowie, Katowicach i od 1890 roku ponownie w Głogowie. W 1890 roku obronił doktorat na uniwersytecie w Jenie.
W 1894 roku objął funkcję nauczyciela gimnazjum realnego w Tarnowskich Górach (późniejsze II Liceum Ogólnokształcące im. S. Staszica w Tarnowskich Górach). W 1898 roku założył w Tarnowskich Górach bibliotekę ludową.
W 1904 roku przeprowadził się do Katowic (mieszkał przy obecnej ulicy Sokolskiej 3), gdzie został nauczycielem w tamtejszym gimnazjum miejskim (późniejszym III Liceum Ogólnokształcącym im. A. Mickiewicza w Katowicach), a także został dyrektorem biblioteki publicznej w Katowicach. W 1906 roku uzyskał tytuł profesora.
Należał do towarzystwa Bücherei des Vereins für Kunst und Wissenschaft, a ponadto był rzecznikiem niemieckich interesów na Górnym Śląsku. Przewodniczył katowickiemu oddziału Niemieckiego Związku Marchii Wschodniej (niem. Deutscher Ostmarkenverein Ortstgruup Kattowitz), tj. hakaty.
Pracował w katowickim gimnazjum miejskim aż do przejścia na emeryturę 1 kwietnia 1920 roku. Od tego czasu zamieszkał we Wrocławiu, gdzie zajął się publicystyką historyczną.
Zmarł 14 marca 1934 roku we Wrocławiu (bądź dwa dni później).

## Twórczość

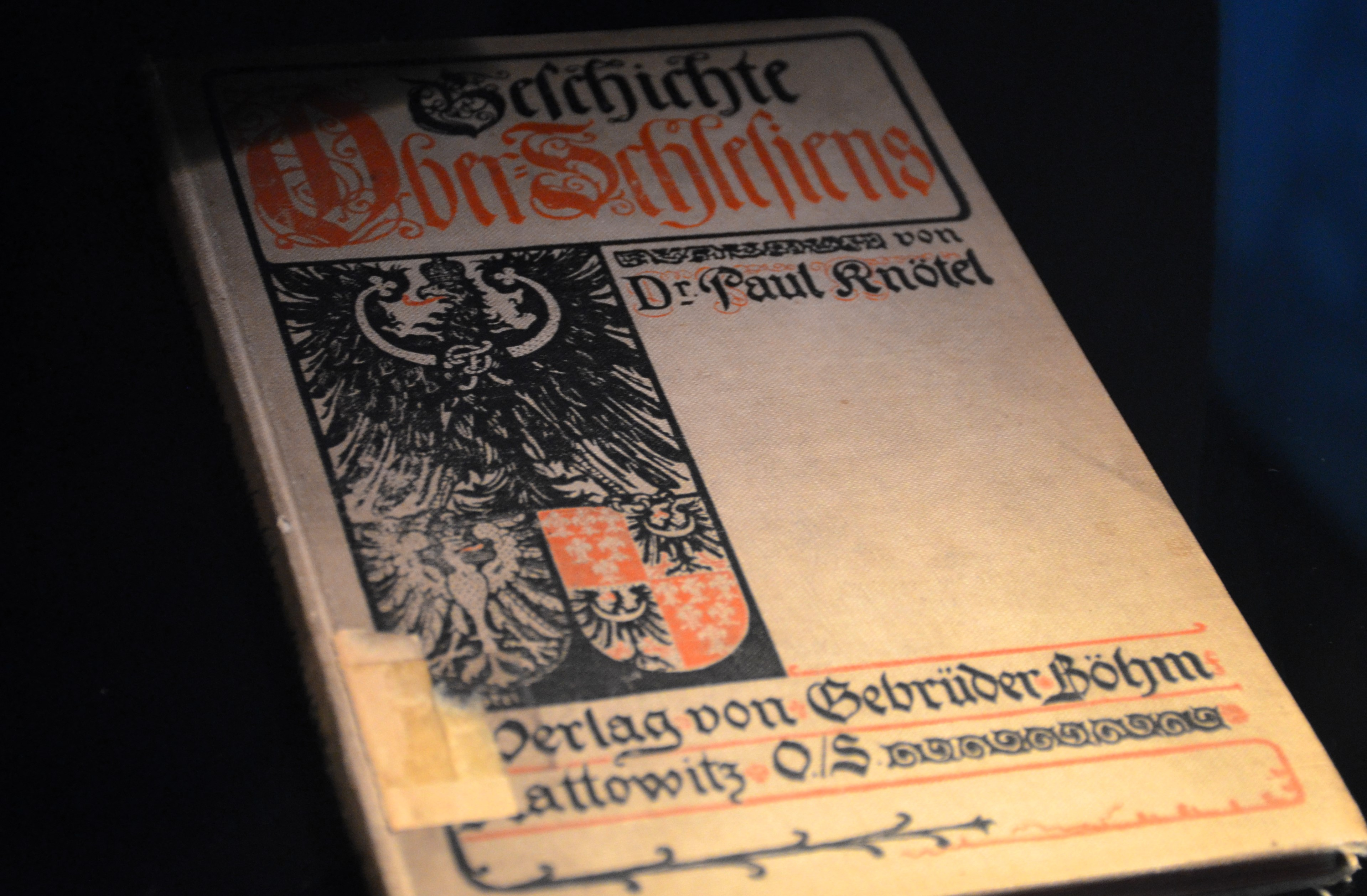
Die Geschichte Oberschlesiens autorstwa Paula Knötela (wyd. 1906)

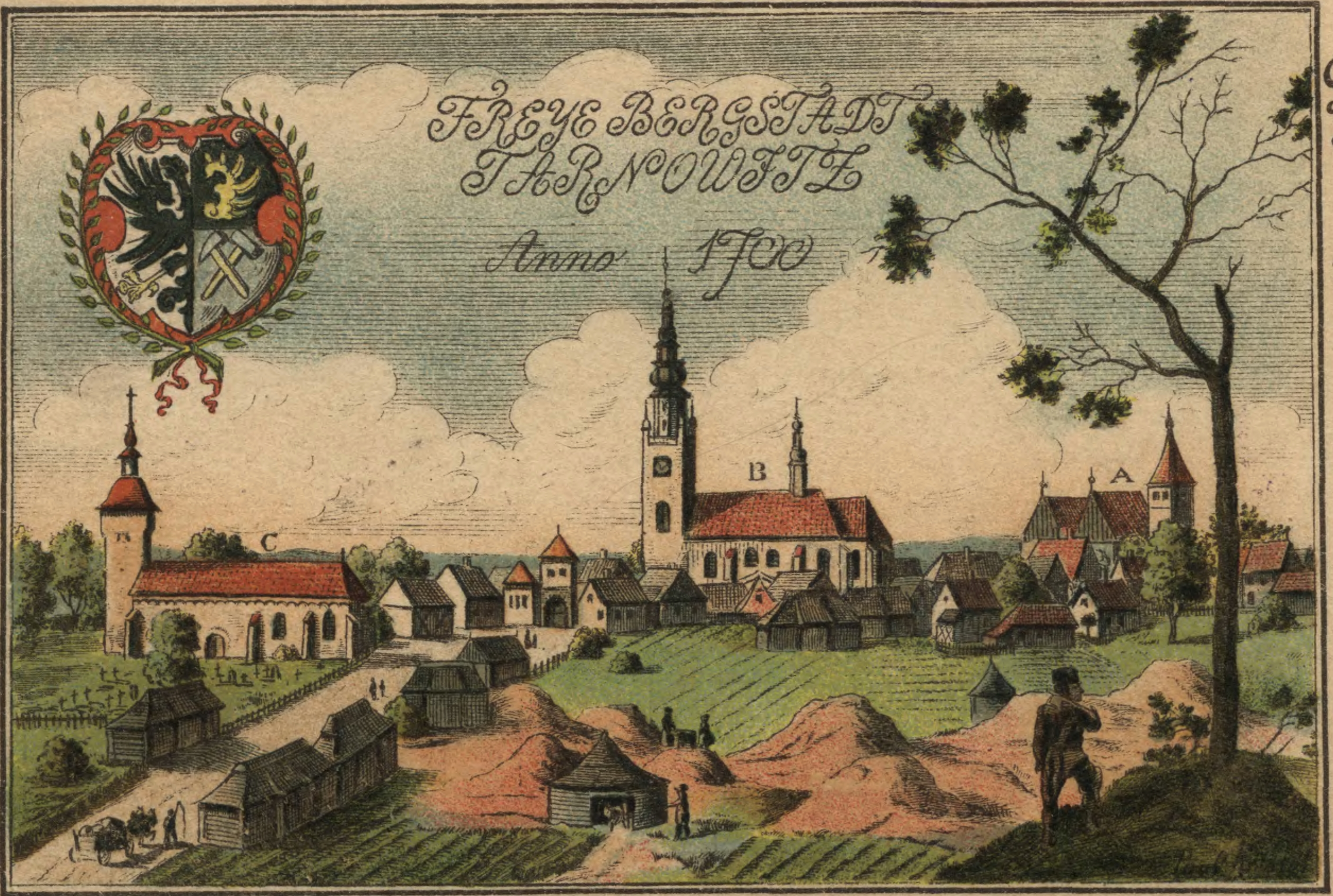
Pocztówka autorstwa Paula Knötela z 1900 roku przedstawiająca miasto Tarnowskie Góry około 1700 roku

Jego bibliografia obejmowała, nie licząc recenzji, 445 tytułów, w tym wiele publikacji opisującym region śląski. Jako badacz historii i kultury Śląska oraz publicysta adresował swoje dzieła do szerszego kręgu odbiorców, będąc także jednym z jego czołowych popularyzatorów przełomu XIX i XX wieku. Publikował m.in. liczne artykuły w czasopismach pedagogicznych i historycznych.
Zainteresowanie historią kultury Śląska wykazywał już od wcześniej młodości. Pierwszą pracę w tym temacie, opisującą średniowieczne freski we Wrocławiu, wydał w wieku 24 lat. W 1902 roku zostało wydane jego opracowania o historii sztuki przeznaczone dla szkół. Do 1920 roku był redaktorem miesięcznika Oberschlesien, które było głównym przedwojennym czasopismem o charakterze kulturalnym. Prowadził je i rozpowszechniał wspólnie z historykiem i archiwistą Ezechielem Zivierem.
W 1910 roku opublikował monografię Kunst und Heimat: ein Wegeweiser zur Kunst, a rok później książkę o sztuce Górnego Śląska. Był redaktorem książki poświęconej dziejom Katowic wydanej w 1915 roku z okazji 50-lecia nadania im praw miejskim – Kattowitz 1865–1915. Eine Denkschrift zum fünfzigjährigen Bestehen der Stadt, wydaną w oficynie braci Böhm. 
Wydał także m.in.: Schlesische Vorzeit in Bild und Schrift, Bilderatlas, Die Geschichte Oberschlesiens (wyd. 1906 w Katowicach) czy Kunst in Oberschlesien. Ein Wegweiser für Oberschlesiens Volk und Jugend (wyd. 1912 w Katowicach).
Był także rysownikiem.

## Życie prywatne
Pochodził z rodziny nauczycielskiej i artystycznej, która od 1852 roku mieszkała w Głogowie. Działalnością artystyczną zajmował się dziadek, brat oraz ojciec Paula. Ojciec Franz (August) był nauczycielem, poliglotą, rysownikiem, poetą oraz miłośnikiem historii, natomiast starszy brat Richard malarzem batalistycznym i badaczem mundurów.
W 1895 roku poślubił Hildegardę.